# Thư viện tư nhân

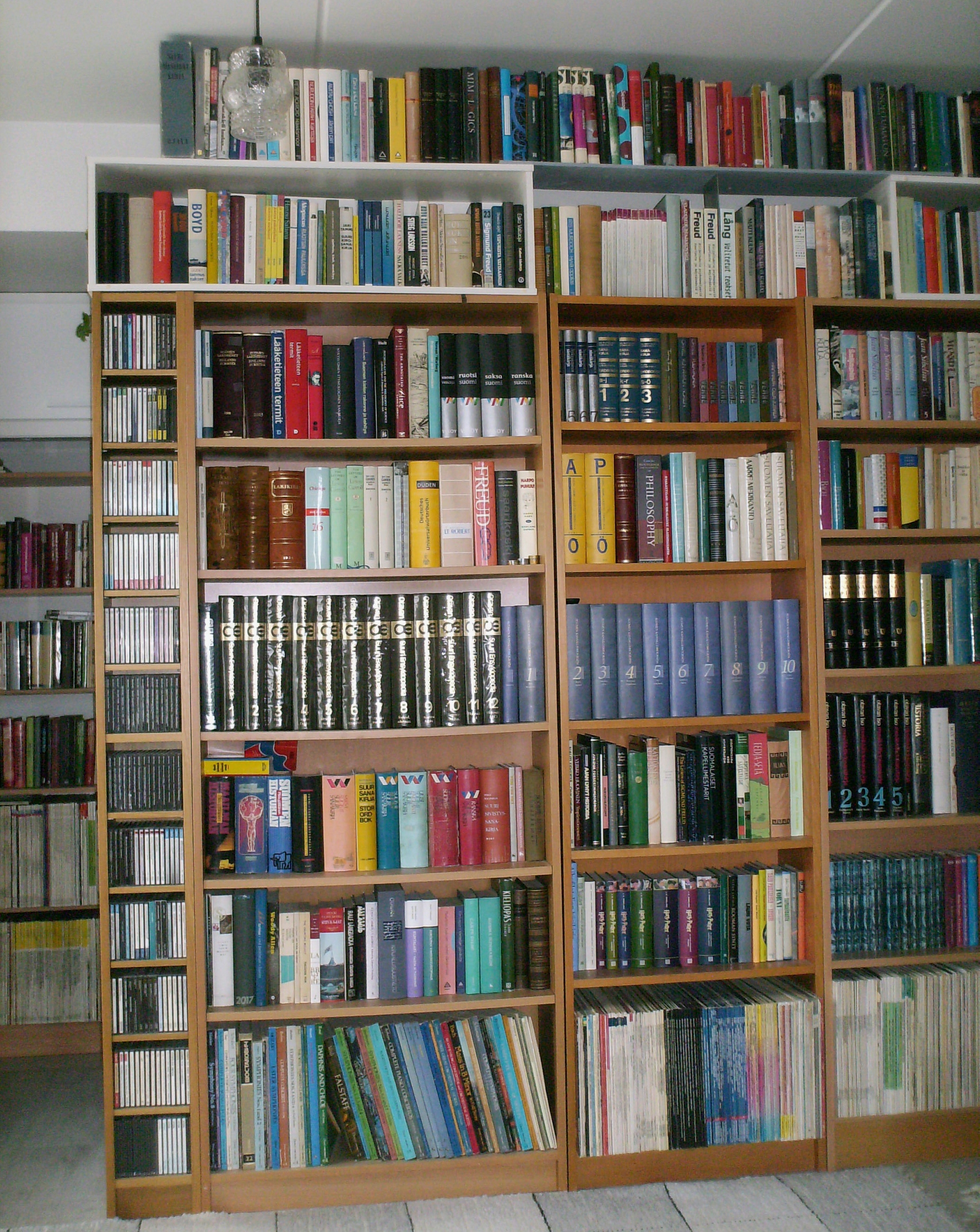
Một thư viện tư nhân trong tư gia

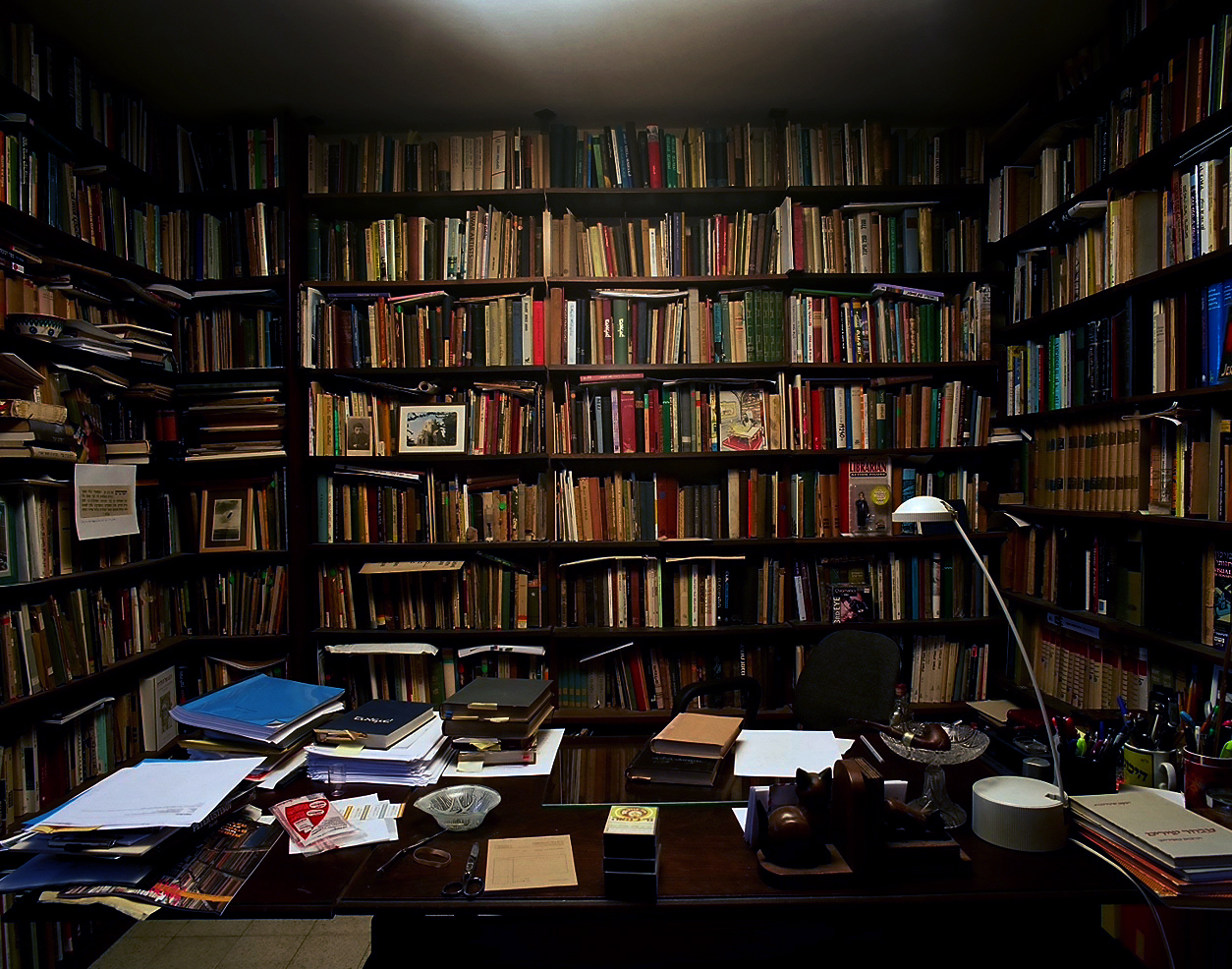
Một thư viện tư nhân dành riêng cho việc khảo cứu phục vụ công việc nghiên cứu

Thư viện tư nhân (Private library) là thư viện riêng thuộc sở hữu tư nhân (sở hữu cá nhân) và thường dành cho một số ít người hoặc thậm chí một người sử dụng, những thư viện này có thể không được mở cửa cho công chúng. Một số người sẽ bán thư viện riêng của họ (thường là bộ sưu tầm sách đồ sộ) cho các tổ chức như Thư viện Quốc hội, hoặc như thường lệ, để lại di sản thừa kế của họ sau khi chết. Trong một số trường hợp ít thường xuyên hơn khi một thư viện tư nhân được duy trì nguyên vẹn rất lâu sau khi chủ sở hữu qua đời. Các thư viện đầu tiên thuộc về các đền thờ hoặc cơ quan cai trị, giống như kho lưu trữ (thư khố) hiện đại và thường chỉ dành cho giới quý tộc, học giả hoặc nhà thần học. Ví dụ về các thư viện tư nhân được biết đến sớm nhất bao gồm một thư viện được tìm thấy ở Ugarit (có niên đại khoảng 1200 năm trước Công nguyên) và thư viện Ashurbanipal ở Nineveh (gần Mosul hiện đại thuộc Iraq) có niên đại từ thế kỷ thứ 7 trước Công nguyên. Vùng Lưỡng Hà (Mesopotamia) là nơi có rất nhiều thư viện tư nhân, nhiều thư viện có bộ sưu tập sách phong phú lên tới hơn 400 tấm bảng.
Mặc dù các thư viện tư nhân ở Ai Cập cổ đại không phổ biến nhưng chúng vẫn tồn tại ở một mức độ nào đó. Một trong những vấn đề trong việc xác định các thư viện riêng tiềm năng là thường rất khó phân biệt giữa thư viện cá nhân và thư viện gắn liền với một ngôi đền thờ tự. Tuy nhiên, nhiều thư viện cá nhân vẫn tồn tại theo thời gian và có lẽ còn nhiều hơn những gì người ta vẫn tưởng. Một số ngôi mộ tư nhân đã phơi bày rất nhiều văn bản có nội dung mang tính chất học thuật. Ngoài ra, nhiều cụm cuộn giấy cói đã được khai quật cùng với các thỏa thuận về nơi ở, xác nhận rằng một số loại thư viện đã từng tồn tại ở đó. Thời nay, thư viện tư nhân trong tay các cá nhân ngày càng nhiều hơn với sự ra đời của sách bìa mềm. Một số tổ chức phi lợi nhuận duy trì thư viện đặc biệt, thường được cung cấp cho thủ thư và các nhà nghiên cứu. Các Công ty luật và bệnh viện thường duy trì thư viện pháp luật, tủ sách pháp luật hoặc thư viện y học để dành cho nhân viên sử dụng. Ngoài ra, nhiều tập đoàn duy trì các thư viện chuyên về các bộ sưu tập liên quan đến nghiên cứu cụ thể về các lĩnh vực mà tổ chức đó quan tâm. Các cơ sở khoa học trong các học viện và ngành công nghiệp cũng có thư viện để hỗ trợ các nhà khoa học và các nhà nghiên cứu, những thư viện này có thể không được mở cửa cho công chúng.